# ジョン・マーレイ (第4代ダンモア伯爵)
第4代ダンモア伯爵ジョン・マーレイ（英: John Murray, 4th Earl of Dunmore PC、1732年 - 1809年2月25日）は、イギリスの貴族（スコットランド貴族）であり、植民地総督である。第3代ダンモア伯ウィリアム・マーレイとその妻キャサリン（旧姓マーレイ）の息子である。バージニア植民地最後の総督として記憶されている。

## 経歴
ジョン・マーレイは1732年にスコットランドで生まれた。1756年に父の爵位を継ぎ（以降ダンモア卿と呼ばれた）、1761年から1774年と1776年から1790年にはスコットランドの貴族代表議員としてイギリス貴族院議員を務めた。
1759年に第6代ギャロウェイ伯アレクサンダー・スチュワートの娘シャーロットと結婚した。夫妻の娘オーガスタ・マーレイはサセックス公オーガスタス・フレデリックの妻となり、その結果イギリス国王ジョージ3世の義理の娘となった。ダンモア卿の子供にはオーガスタと年の近い次の娘キャサリン・マーレイ、さらにバージニアに行ってから間もなく生まれた娘バージニア・マーレイがいた。

## ニューヨーク植民地総督
ダンモア卿は1770年から1771年までイギリス領ニューヨーク植民地総督を務めた。しかし1770年に就任してから間もなく、バージニア植民地総督の第4代ボトトート男爵ノーボーン・バークレイが死去し、ダンモア卿がその後任に指名された。

## バージニア植民地総督
ダンモア卿はバージニア植民地総督として1771年9月25日に着任してから1776年にそこを離れてニューヨークに向うまで活発に任務を遂行した。1783年にアメリカ合衆国の独立が認められるまで総督の地位にあり続け、それに対する報酬も受け取っていた。
バージニアではイギリスとの確執が大きくなっていたが、前任者のボトトート卿はわずか5年間を務めただけでも人気のある総督だった。ダンモアは外交的な素養が欠けており、植民地の人々とは論争の多い関係を続けることになった。
総督在任中にダンモアの戦争と呼ばれるインディアンに対する一連の攻撃作戦を指示した。これら攻撃の主たる対象はショーニー族であり、その目的は西部の特にオハイオ領土に対するバージニアの領有権主張を強化することだった。しかし、ダンモアがショーニー族と結託してバージニアの民兵隊を消耗させる戦争を仕掛けているのであり、植民地で反乱が起こったときにロイヤリストを守る手段にしていると告発する者もいた。
バージニア植民議会が1773年3月にイギリスの指導層に自分達の関心事を伝えるために通信委員会の組織化を提案したとき、ダンモアは即座に議会を解散させた。議員の多くは程近いローリー酒場に集結し、新たな課税やイギリス本国に代表権を持っていないことなどの問題に関する議論を続けた。
当時マサチューセッツ湾植民地の人々もイギリスに対する確執があり、イギリスからは懲罰的処置が採られていた。再招集された植民地議会はマサチューセッツを支持する姿勢を示すために、1774年6月1日をバージニアにおける断食と祈りの日とする決議を行った。
ダンモアは1774年から植民地の指導層と衝突するようになった。植民地の政情不安が増すにつれて、バージニアの民兵隊から暴動に必要とされる軍需物資を奪っておく必要があると考えた。8月のバージニア会議では大陸会議に派遣する代表団が選出された。ダンモアはこのことに反対する声明を発したが、特に対抗手段を採らなかった。パトリック・ヘンリーが1775年3月23日の第二次バージニア会議で「私に自由を、然らずんば死を」という演説を行い、武装抵抗組織を結成する決議を提案した。このことでダンモアは、「この場所にある火薬庫の火薬を除去した方が賢明だと考え」ることになった。ダンモアはイギリス海軍の軍艦HMSマグダレンの指揮官であるヘンリー・コリンズ艦長にウィリアムズバーグの火薬庫の鍵を与え、そこから火薬を除去するよう命じた。これが火薬事件と呼ばれるようになる出来事になった。4月20日夜、イギリス海兵隊がウィリアムズバーグ火薬庫に行って、15樽半の火薬を総督の荷車に積み、ジェームズ川に浮かぶHMSマグダレンに積み込むべくクォーターパス道路の東端まで運んだ。この動きが行われている間に町の民に見つかり、民衆は警鐘を鳴らした。地元の民兵が現場に集まり、馬を使う者達が植民地中にその事件を触れ回った。

## ハノーバー郡民兵隊との対峙
パトリック・ヘンリーに指揮されたハノーバー郡民兵隊が5月3日に当時の首都ウィリアムズバーグ市郊外に到着した。その日ダンモアは家族を総督官邸から脱出させ、ヨーク川に隣接するヨーク郡のダンモアの狩猟用小屋であるポートベロに向わせた。5月6日、ダンモアは「パトリック・ヘンリーなる者...および多くの騙された追随者達が独立団体を」組織し、「戦争を仕掛けようとしている」という声明を発した。
この敵対関係が継続し、ダンモア自身も6月8日にウィリアムズバーグを離れ、ポートベロに行って家族と合流した。そこからはバージニアの反乱者に追い出され、足を負傷した。ダンモアたちはそこからヨーク川に停泊していたHMSフォーイーに避難所を求めた。1775年12月のジョージ・ワシントンのコメントでは、「彼（ダンモア卿）の支配権を船に追い込んでおくだけで十分だとは思わない。少なくとも彼の生命あるいは自由を奪うことがバージニアでの平和を確保することであり、彼にある程度の行動を起こさせる動機となる敵意は植民地全体の破壊に等しくなるものである」と語っていた。

## ダンモア卿の宣言
ダンモア卿は1775年11月7日に「ダンモア卿の宣言」、または「ダンモア卿の解放提案」と呼ばれるものを発した。これは愛国者の主人のもとを離れ、イギリス側についた奴隷に自由を与えるというものだった。この宣言は北アメリカでは初の大量奴隷解放だった。ダンモアはバージニア総督として奴隷貿易に反対する法案への署名を保留していた。しかし、戦争が終わるまでに、推計10万人の逃亡奴隷がイギリス軍に逃げ場所を求め、大半は非戦闘員の役割を担ったが、約2万人は従軍した。
ダンモアはこれら黒人ロイヤリストをエチオピア連隊に組み込ませた。しかし、11月のケンプスランディングの戦い後、ダンモアは自信過剰となり、12月9日のグレートブリッジの戦いでの敗北を呼び込むことになった。この敗北後はその軍隊とバージニアの多くのロイヤリストをイギリスの艦船に乗せた。当時天然痘が流行り出しており、これが悲惨な結末に繋がった。特に解放奴隷の場合、エチオピア連隊800名のうち500名ほどが死んだ。

## 最後の戦闘とイギリスへの帰還
1776年1月1日、ダンモアはバージニアのノーフォークの水際にある建物を焼くように命じた。ノーフォークからは愛国者の部隊がダンモアの艦船に砲撃を仕掛けていた。このことで反乱者に全市を焼く口実を与えたために、ダンモアは新たな罠に嵌った。ダンモアの支持者達がバージニアに戻ることができないと明らかになったとき、ダンモアはニューヨークに撤退した。避難民を乗せた艦船の幾らかは南に、大半はフロリダに向ったが、黒人の乗船者が再度奴隷に売られたという噂は当時の反イギリス勢力によって流された宣伝に基づいていると考えられている。ダンモアはバージニアの植民地を取り返せないと認識すると、1776年7月にイギリスに戻った。アメリカ合衆国の独立が認められた1783年まではバージニア植民地総督の位に在り続けた。
1787年から1796年、ダンモアはバハマ植民地の総督を務めた。ダンモアは1809年3月に死去し、伯爵位は長男のジョージ・マーレイが継いだ。伯爵夫人シャーロットは1818年に死んだ。

## 遺産

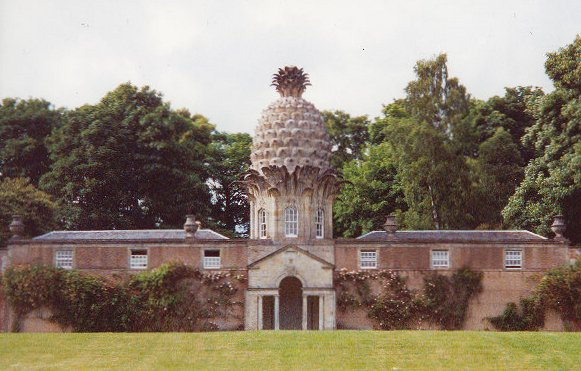
ダンモア・パイナップル

- 1772年に創設されたバージニア植民地ダンモア郡は彼に因んで名付けられた。しかし、アメリカ独立戦争が始まると、住民は1778年にシェナンドー郡に改名した。
- ダンモアの狩猟用小屋であるポートベロは現在も、ヨーク郡のキャンプ・ピアリーに残っている。アメリカ合衆国国家歴史登録財にも登録されている。そこへの立ち入りは極めて制限されており、一般の見学はできない。
- ダンモア・パイナップルは、ダンモアがスコットランドを離れる前の1761年に建設された。この建物は現在スコットランドのナショナル・トラストが所有し、ランドマーク・トラストに貸し出されており、休日の宿泊施設に使われている。その庭園は一年中一般公開されている。
- バージニア州ノーフォークのダンモア通りはダンモア卿に因んで名付けられた。この名前は元総督の栄誉を称えるためではなく、ダンモア卿が最後の一歩を残したからだという説明がなされている。
- ペンシルベニア州ラッカワナ郡のダンモア・ボロはダンモア卿に因んで名付けられた。